# Catherine Blouin
Catherine Blouin, née en 1986 à Saint-Jérôme, est une productrice, animatrice, conseillère en communication et femme politique québécoise, élue députée de Bonaventure à l'Assemblée nationale du Québec sous la bannière de la Coalition avenir Québec lors des élections générales du 3 octobre 2022.

## Biographie
Née à Saint-Jérôme en 1986, Catherine Blouin complète un baccalauréat en communication à l'Université du Québec à Montréal en 2008. 

### Carrière professionnelle
En 2007 et 2008, elle travaille comme recherchiste pour les émissions Deux Filles le matin et Sucré salé sur le réseau TVA. Après avoir travaillé en 2008 et 2009 pour le festival Juste pour rire et l'Agence d'artistes Sonia Gagnon, elle est pigiste à CHAU-TVA de 2009 à 2014 et animatrice, conceptrice et productrice à la radio communautaire CIEU-FM de 2009 à 2015.
De 2015 à 2017, elle est responsable des communications et du marketing chez PESCA Environnement. Durant ce temps, elle est également consultante, formatrice et productrice publicitaire à CBL Agence de communication jusqu'en 2022. En 2019, elle devient conseillère en communication et chargée de projet pour le Centre intégré de santé et de services sociaux (CISSS) de la Gaspésie.

### Carrière politique
Après avoir agi comme conseillère en communication pour la Coalition avenir Québec en Gaspésie lors des élections de 2018, Catherine Blouin est choisi le 6 juillet 2022 comme candidate du parti dans la circonscription de Bonaventure lors des élections du 3 octobre suivant. À l'automne, elle remporte l'élection avec 44,5 % des votes et devient la députée à l'Assemblée nationale du Québec de la circonscription.
Le 4 mai 2023, elle est nommée adjointe parlementaire du ministre de la Santé, Christian Dubé,.

## Vie privée
Catherine Blouin est mère de deux enfants et la conjointe de Mathieu Lapointe, maire de Carleton-sur-Mer, préfet de la MRC d'Avignon et président de la Table des préfets de la Gaspésie,.

## Résultats électoraux
|                                                                                               | Nom                  | Parti                 | Nombre de voix | %      | Maj.  |
| --------------------------------------------------------------------------------------------- | -------------------- | --------------------- | -------------- | ------ | ----- |
|                                                                                               | Catherine Blouin     | Coalition avenir      | 9 919          | 44,5 % | 3 211 |
|                                                                                               | Alexis Deschênes     | Parti québécois       | 6 708          | 30,1 % | -     |
|                                                                                               | Catherine Cyr Wright | Québec solidaire      | 2 417          | 10,8 % | -     |
|                                                                                               | Christian Cyr        | Libéral               | 1 911          | 8,6 %  | -     |
|                                                                                               | François Therrien    | Conservateur          | 1 219          | 5,5 %  | -     |
|                                                                                               | Anne-Marie Lauzon    | L'union fait la force | 82             | 0,4 %  | -     |
|                                                                                               | Jocelyn Rioux        | Climat Québec         | 57             | 0,3 %  | -     |
| Total                                                                                         | Total                | Total                 | 22 313         | 100 %  |       |
| Le taux de participation lors de l'élection était de 62,8 % et 257 bulletins ont été rejetés. |                      |                       |                |        |       |